# Piazza della Cattedrale (Ferrara)
Piazza della Cattedrale, che viene anche chiamata piazza del Duomo, è un'importante opera architettonica di Ferrara, posta nel centro cittadino e nata attorno al XII secolo dopo la costruzione del duomo cittadino.

## Storia

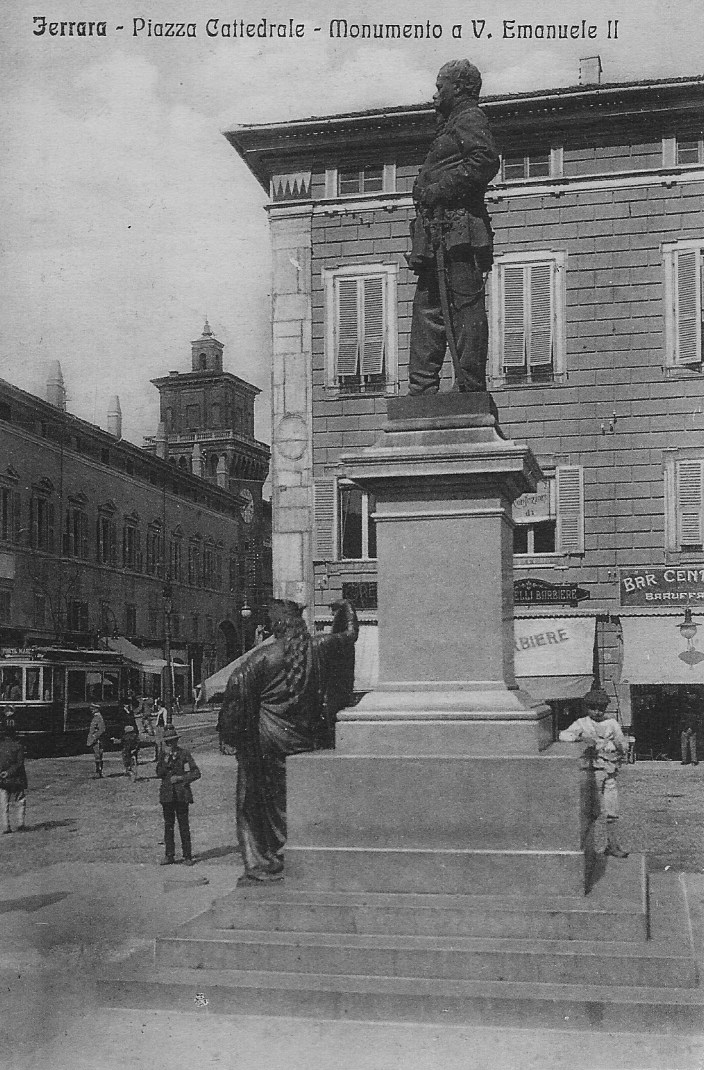
Monumento a Vittorio Emanuele II in piazza Cattedrale all'inizio del XX secolo

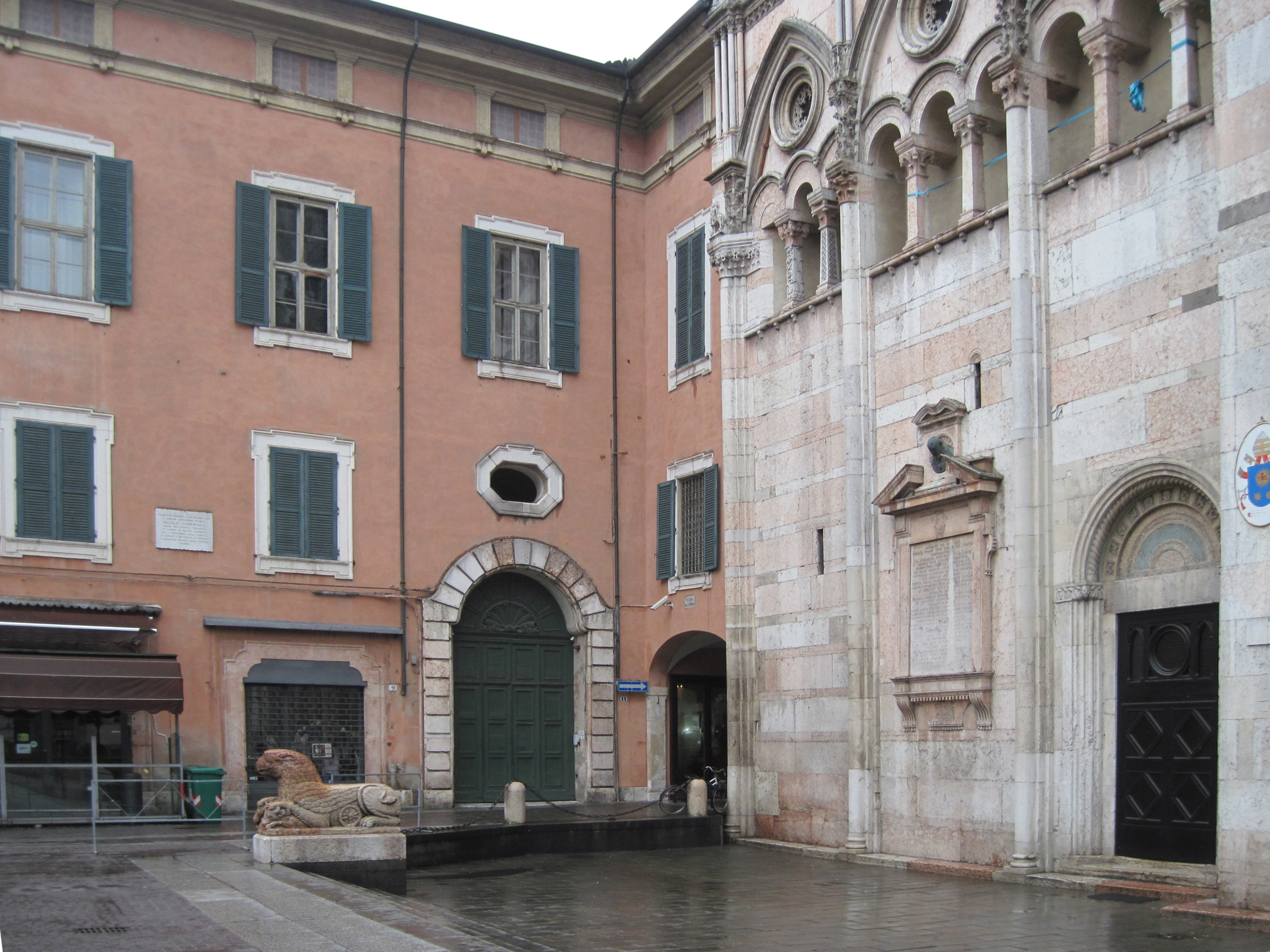
Piazza della Cattedrale, angolo tra palazzo Arcivescovile e Cattedrale col volto di accesso a via Guglielmo degli Adelardi

La nascita della piazza è coeva con la costruzione della cattedrale cittafine che fu innalzata a partire dal XII secolo, con il contributo di Guglielmo I Adelardi che nel 1135 contribuì alla sua edificazione su concessione dell'antipapa Anacleto II ottenuta nel 1132. Durante il periodo della legazione pontificia, dopo la devoluzione di Ferrara, nel 1660, il magistrato papale fece erigere nella piazza una statua in bronzo raffigurante papa Alessandro VII in posizione seduta e fatta fondere a Venezia da Lorenzo Caprioli. In seguito la statua venne spostata nella piazza Nuova (piazza Ariostea). Verso la fine del XIX secolo, nel 1889, per iniziativa del partito Liberale, nella piazza venne collocato un monumento di notevoli dimensioni formato da un piedestallo sul quale era collocata la statua in bronzo raffigurante il re Vittorio Emanuele II di Savoia e davanti al piedestallo la figura allegorica di Ferrara, sempre in bronzo e opera di Giulio Monteverde. Nel 1927 il monumento venne spostato in piazza della Repubblica. In seguito entrambe le statue vennero rimosse e spostate, rimanendo a lungo nel Museo del Risorgimento e della Resistenza sino alla sua chiusura nel 2020.
Attorno agli anni venti del XX secolo parte della piazza, col sagrato della cattedrale, venne abbassato per dare maggior visibilità alla facciata della cattedrale.

## Descrizione
La piazza è un ampio spazio a quadrilatero compreso tra la mole del duomo e il palazzo del Comune, con a lato il palazzo Arcivescovile. La piazza si può intendere come un allargamento della adiacente piazza Trento e Trieste e sulla sua parte occidentale tocca il corso Martiri della Libertà

## Punti d'interesse
La piazza, nel centro cittadino, è circondata da importanti monumenti architettonici.
- Cattedrale di San Giorgio, a est. La nuova cattedrale di Ferrara fu cominciata nel 1135 e dedicata a san Giorgio, come si legge nell'iscrizione in volgare nell'atrio della chiesa, in sostituzione della precedente basilica di San Giorgio fuori le mura che sorge sulla riva destra del Po di Volano.
- Palazzo Arcivescovile, a nord. Voluto dal cardinale legato Tommaso Ruffo, venne edificato nelle forme recenti a partire dal 1717.
- Palazzo Municipale, a ovest. Fu residenza ducale degli Este fino alla seconda metà del XV secolo, quando la corte si trasferì nel vicino Castello Estense. È sede del comune di Ferrara.
- Torre della Vittoria, di lato al palazzo Municipale del quale ne completa l'edificio. Fu oggetto di ricostruzione nell'ambito dell'Addizione Novecentista